# Partito Unionista Protestante
Il Partito Unionista Protestante (PUP) (in inglese: Protestant Unionist Party) è stato un partito politico unionista attivo nell'Irlanda del Nord dal 1966 al 1971. Fu il precursore del Partito Unionista Democratico (DUP) ed emerse dal movimento Ulster Protestant Action (UPA). È stato fondato da Ian Paisley, che ha anche fondato e guidato la Chiesa presbiteriana libera dell'Ulster.
L'UPA aveva eletto due consiglieri della Belfast Corporation. Nel 1967, entrambi furono rieletti come candidati del PUP. Il PUP rimase con sei candidati contro il dominio del Partito Unionista dell'Ulster nel parlamento dell'Irlanda del Nord nel periodo delle elezioni politiche del gennaio 1969. Hanno votato oltre 20.000 elettori, ma non hanno ottenuto seggi.
Quando Terence O'Neill (l'allora Primo ministro dell'Irlanda del Nord) si ritirò dallo Stormont nel 1970 insieme a uno dei suoi colleghi, il PUP nominò i candidati per i due posti vacanti. Entrambi ebbero successo. Sono stati eletti Ian Paisley e il collega ministro presbiteriano libero, rispettivamente il Rev. William Beattie, leader e deputato del PUP. Nelle elezioni generali di quell'anno a Westminster, Paisley fu eletto per rappresentare Antrim North nella Camera dei Comuni britannica.